# チェッリーノ・アッタナージオ
チェッリーノ・アッタナージオ（イタリア語: Cellino Attanasio）は、イタリア共和国アブルッツォ州テーラモ県にある、人口約2,500人の基礎自治体（コムーネ）。

## 地理

### 位置・広がり

#### 隣接コムーネ
隣接するコムーネは以下の通り。
- アトリ
- ビゼンティ
- カステッラルト
- カスティリオーネ・メッセール・ライモンド
- チェルミニャーノ
- モンテフィーノ
- ノタレスコ

## 行政

### 分離集落
チェッリーノ・アッタナージオには、以下の分離集落（フラツィオーネ）がある。
- Artemisio, Ciafette, Faiete, Feudi, Luciani, Mammine, Matani, Minghetti, Monteverde, Petrilli, San Clemente, San Martino, San Pietro, Scorrano, Stampalone, Valviano